# Rimska cesta (Ljubljana)
Rimska cesta (deutsch: Römerstraße) ist der Name einer Straße in den Stadtbezirken Center und Vič von Ljubljana, der Hauptstadt Sloweniens. Sie ist benannt in Erinnerung an die römische Siedlung Aemona auf dem Gebiet von Ljubljana.

## Geschichte
Die Straße wurde 1876 als Römerstraße neu angelegt. Zwischen 1934 und 1942 hieß sie Cesta 29. oktobra in Erinnerung an den Tag der Befreiung von der österreichischen Herrschaft. 1942 erhielt sie ihren ursprünglichen Namen zurück.

## Lage
Die Straße verläuft von der Kreuzung Trg francoske revolucje und Emonska cesta nach Westen bis zur Kreuzung Trg mladinskih delovnih brigad (Platz der Jugendarbeisbrigaden) und Prešernova cesta.

## Abzweigende Straßen
Die Rimska cesta berührt folgende Straßen und Orte (von Ost nach West nach Ost): Slovenska cesta, Borštnikov trg, Snežniška ulica.

## Bauwerke und Einrichtungen
- Hrovatinov vrt (Hrovatin-Garten)[3][4]
- Foersterjev vrt (Anton-Foerster-Garten)[5][6]